# 東京ミッドタウン八重洲
東京ミッドタウン八重洲（とうきょうミッドタウンやえす　英：Tokyo Midtown Yaesu）は、東京都中央区八重洲2丁目（東京駅八重洲口）に所在する大規模複合商業施設。2022年9月17日、高層棟の地下1階の店舗と地下2階「バスターミナル東京八重洲」が先行オープンし、2023年3月10日にグランドオープンした。三井不動産が東京都区部における市街地再開発事業に基づいて手がける大規模複合施設のブランド「東京ミッドタウン」の第3号案件。
設計は日本設計と竹中工務店、施工は竹中工務店が担当した。

## 概要
北から時計回りに八重洲通り、柳通り、あおぎり通り、外堀通りに囲まれた本件再開発区域には、日本酒類販売新八重洲口ビルや住友信託銀行八重洲ビル、中央区立城東小学校をはじめ20棟の建物があった。JR東京駅八重洲口正面の3地区（東京駅前八重洲1丁目東地区・八重洲2丁目北地区・八重洲2丁目中地区）で進められている市街地再開発事業の中で先陣を切って開業し、三井不動産が参画する八重洲二丁目北地区市街地再開発組合が事業主体となり整備を進展させた。八重洲通りに面したヤンマー東京ビルや八重洲Kビル（旧SBI新生銀行東京支店）、柳通りに面するスーパーホテルPremier東京駅八重洲中央口は再開発に参加せず、このうちYANMAR TOKYOと八重洲Kビルはそれぞれ単独で建替えた。
東京ミッドタウン八重洲は、オフィスや高級ホテル、店舗、中央区立城東小学校、バスターミナル等からなる八重洲セントラルタワーと、事務所、店舗、子育て支援施設（認定こども園）等からなる八重洲セントラルスクエアからなる。2024年には、日本建設業連合会が主催する第65回BCS賞を受章した。

## 八重洲セントラルタワー

### オフィス
7階 - 38階のオフィスは、基準階専有面積約4,000 m2（約1,200坪）のフロアプレートを実現し、4階 - 5階にビジネス交流施設・会議室を備えた。東洋経済オンラインや日経ビジネス電子版によると、2022年6月時点でテナントが内定しているのは半分程度で、テナント誘致の進捗は芳しくないと報じられていたが、満床でグランドオープンを迎えた。

#### テナント
住友生命東京本社、ダイキン工業東京支社、三井化学、東ソー、M&Aキャピタルパートナーズ、アビームコンサルティング、日本GLP、JBCC、名古屋銀行東京支店・東京事務所などが入居。

### ブルガリホテル東京
ブルガリホテルズ&リゾーツが三井不との提携に基づき進出するホテル。40階から最上階45階に入居し、東京が世界で8番目のオープンとなる。
全98室で、開業時点での客室の価格帯は25万円以上。最上級の「ブルガリスイート」は広さ416平方メートル、宿泊費は400万円以上であり、室内にパーソナルジムを設けている。
レストランはイタリアンレストランの「イル・リストランテ ニコ・ロミート」、寿司店「SUSHI HŌSEKI」の2軒が出店。他の料飲施設では、スイーツを提供する「ブルガリドルチェ」、45階にはルーフトップバーも入った。これらに加えて結婚式や宴会を開催するバンケット施設、スパ・フィットネス施設も用意されている。

### 商業施設
地下1階 - 3階（八重洲セントラルタワー）、1階（八重洲セントラルスクエア）で併せて約60店が開業。隣接する八重洲地下街とは地下1階で接続し、「八重洲2丁目中地区」の竣工後には、地下1階および2階の2層で接続する。

### バスターミナル東京八重洲
「八重洲2丁目北地区」をはじめとする八重洲地区で進められる大型再開発プロジェクトでは、高層ビル3棟が建てられるが、その地下にはUR都市機構が整備し、京王電鉄バスが一体的に運営する国内最大級のバスターミナルである「バスターミナル東京八重洲」が整備されている。東京ミッドタウン八重洲には、地下1階 - 2階に第1期エリア（北地区）が整備され、2022年9月17日に開業した。第2期エリア（東地区）は2025年度、第3期エリア（中地区）は2028年度の開業を予定する。
第1期エリアでは、八重洲口周辺の路上バス停や鍛冶橋駐車場から移動してきた千葉県房総半島方面の高速バスや東北・東海・関西方面の夜行バスなど、1日550便程度が発着する。

### 中央区立城東小学校
計画地内にあった城東小学校は、他の場所に移らず、南東部の張り出した低層階の1 - 4階に入居する。2022年（令和4年度）2学期が始まる9月から、6クラスの計169人が新校舎で学ぶ。

## 八重洲セントラルスクエア
施設建設物「八重洲セントラルスクエア」は地上7階地下2階からなり、事務所、店舗、子育て支援施設、駐輪場、駐車場、住宅等が整備される。

## 八重洲エネルギーセンター
三井不と東京ガスが共同で設立した三井不動産TGスマートエナジーが施設内に「八重洲エネルギーセンター」を構築した。このエネルギーセンターは、「日本橋スマートエネルギープロジェクト」（2019年4月供給開始）、「豊洲スマートエネルギープロジェクト」（2020年4月供給開始）に続く3番目の施設で、2022年9月1日より、東京ミッドタウン八重洲と八重洲地下街への電気と熱の安定供給を開始する。

## 写真で見るミッドタウン八重洲

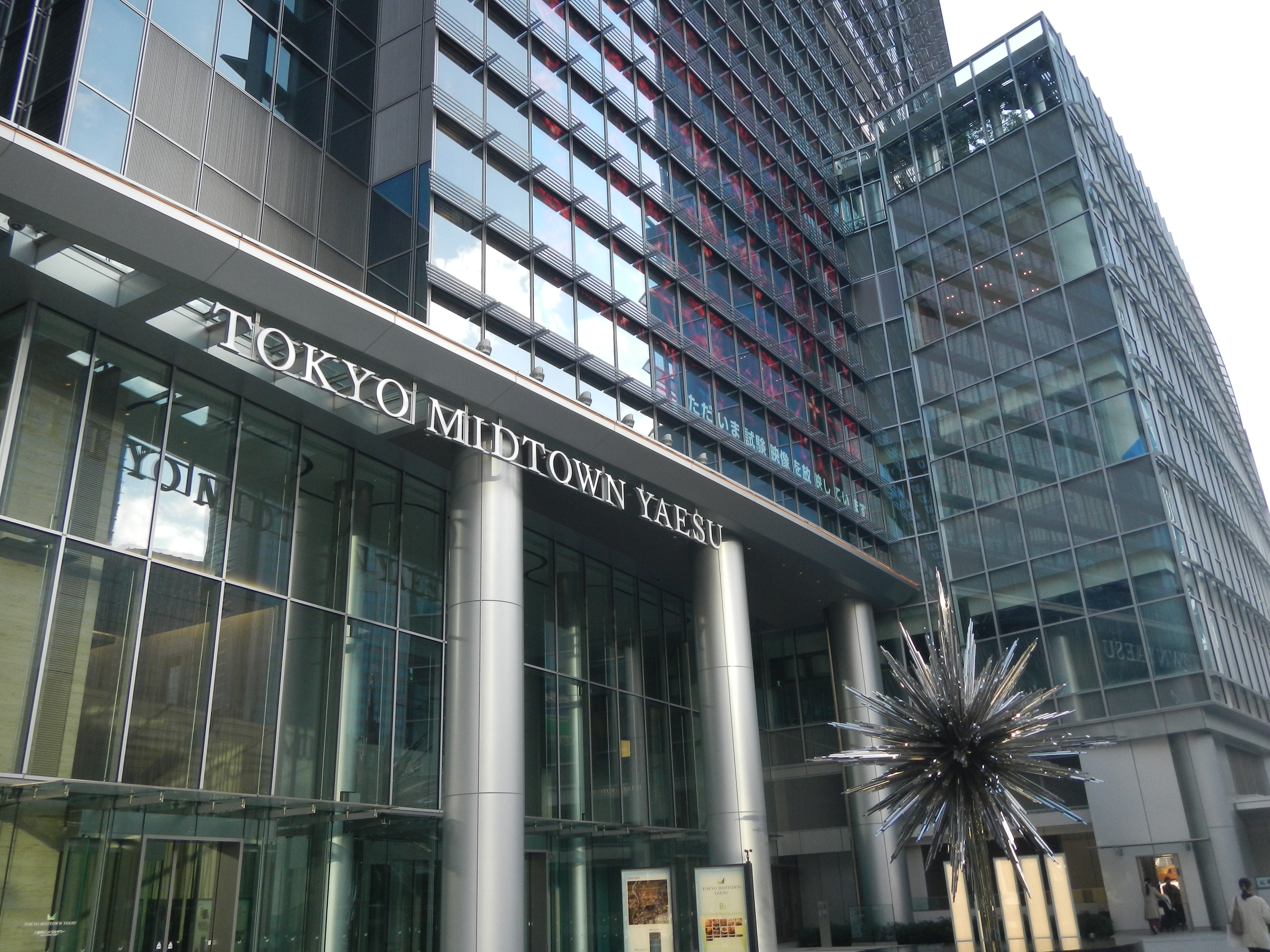
パブリックアートや街頭ビジョンが設置された低層部
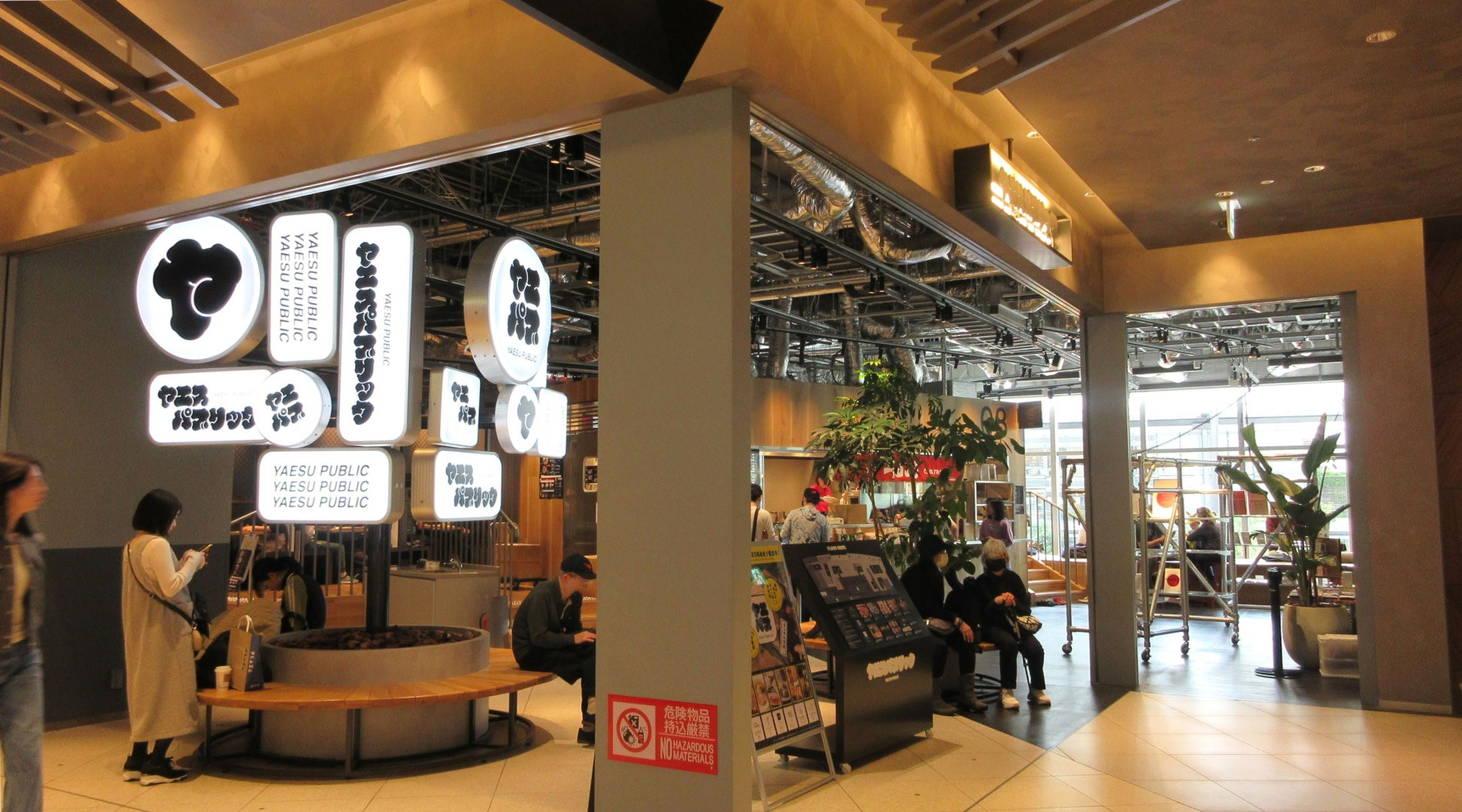
2F ヤエスパブリック
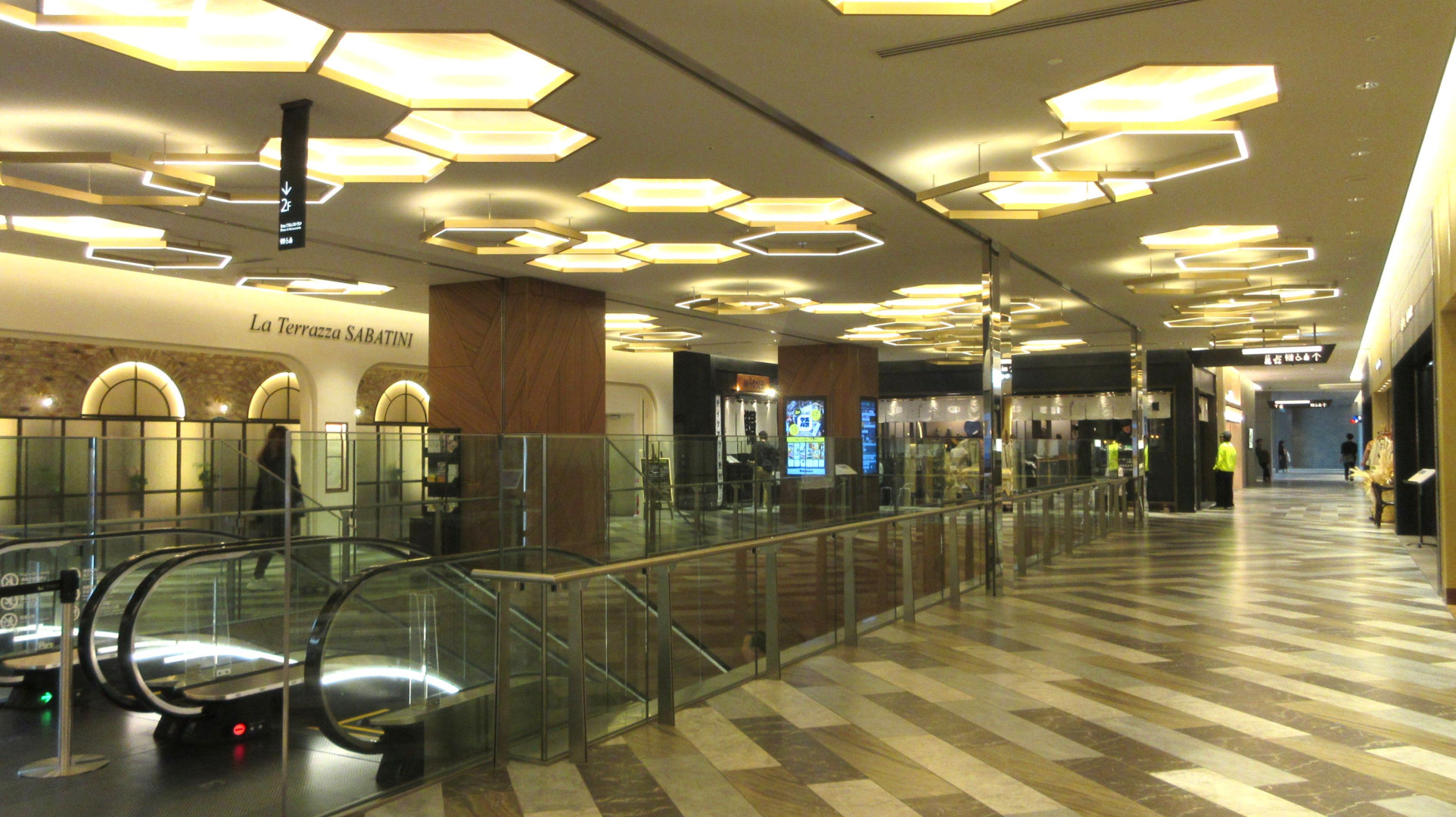
3F レストランSAVATINI付近
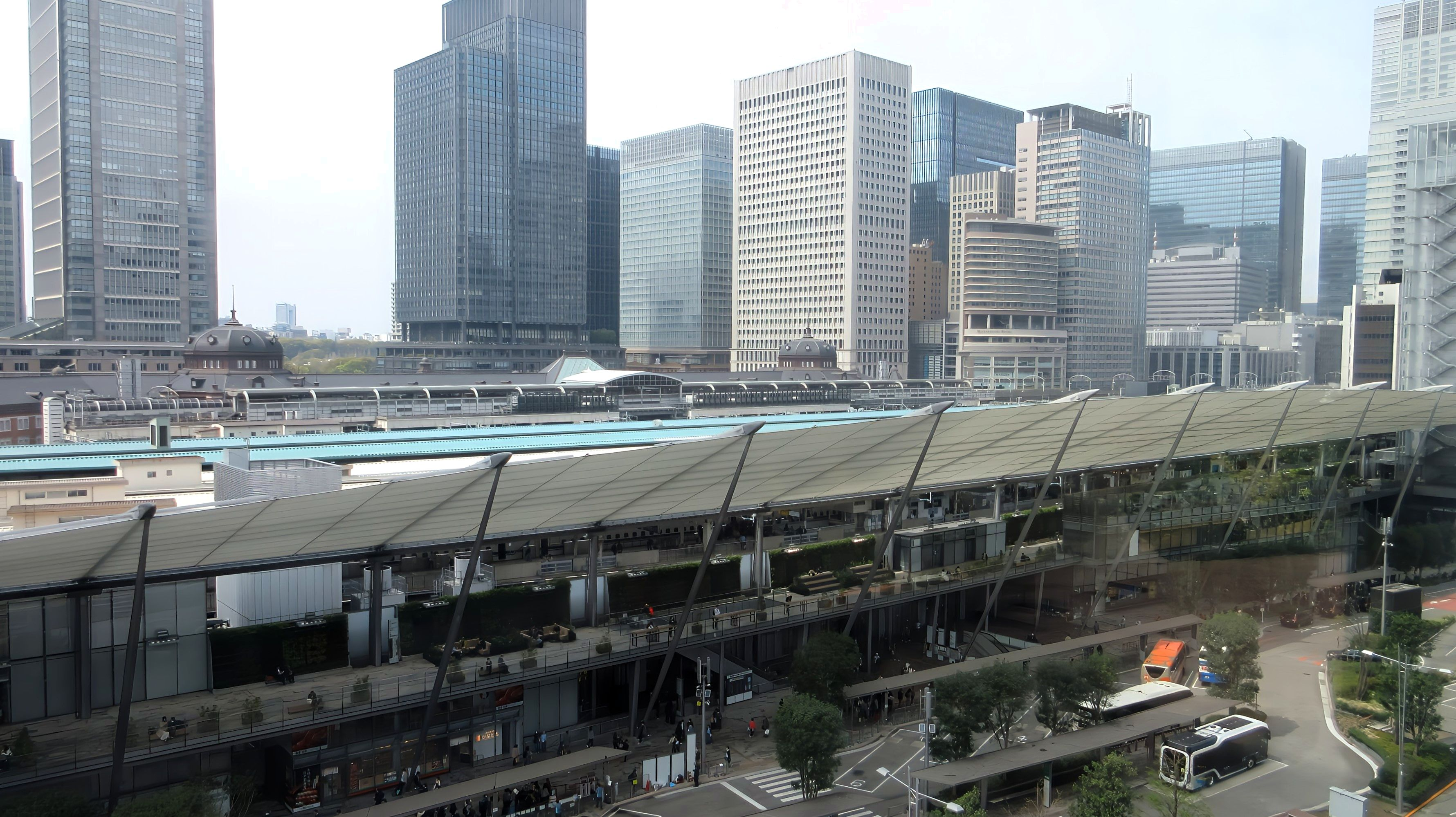
テラスから八重洲グランルーフを見下ろす
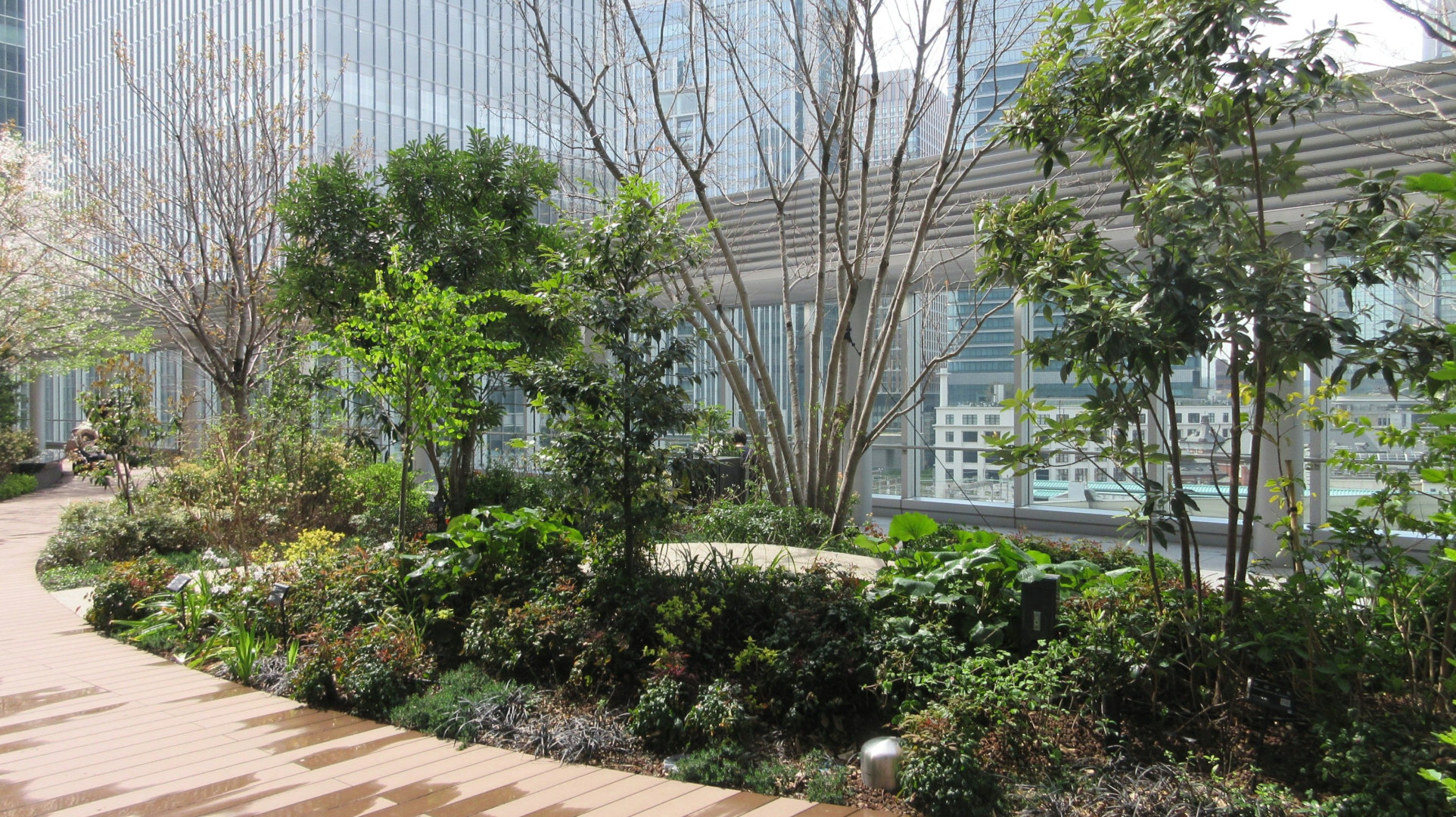
植栽されたテラス
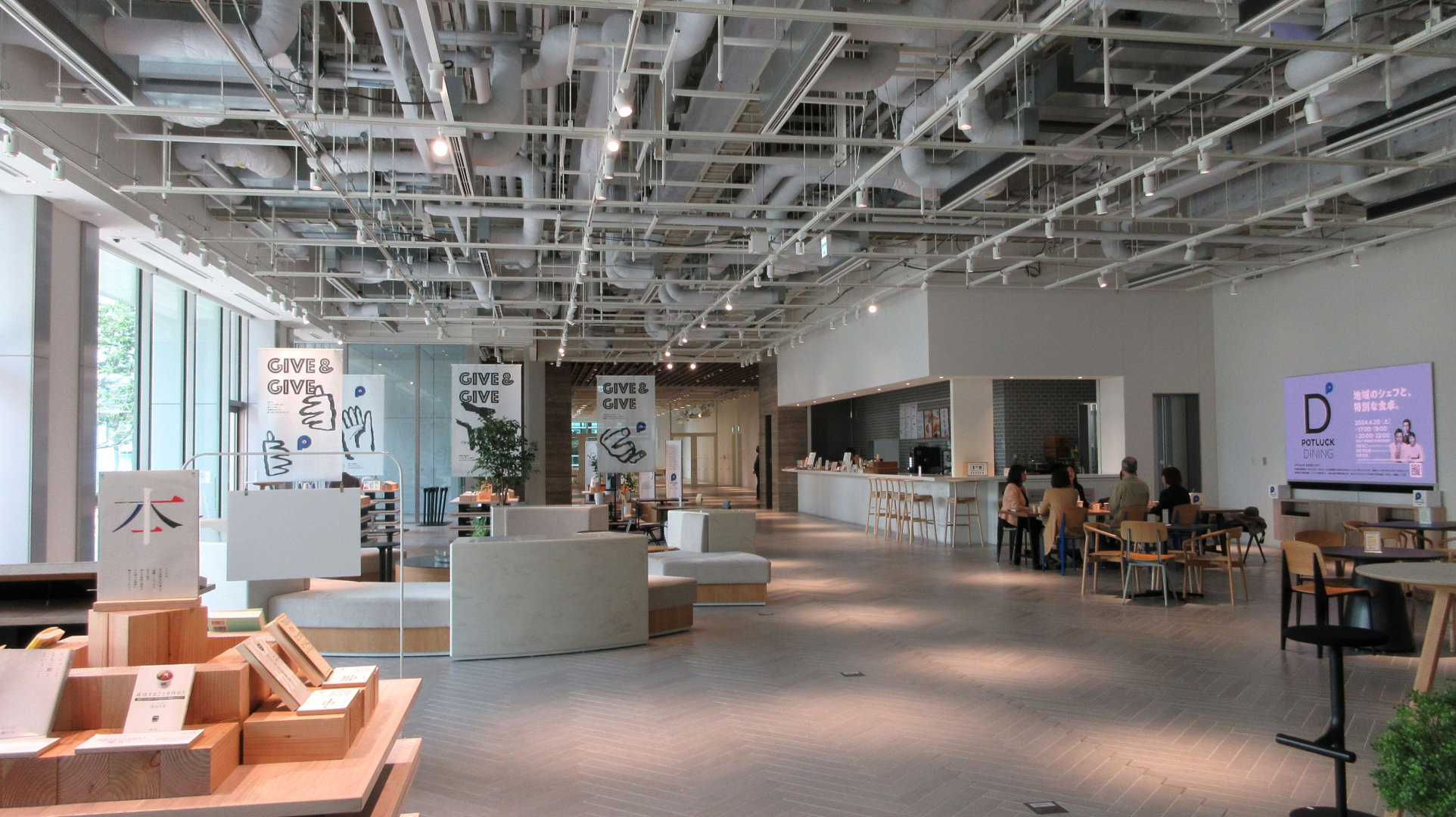
地域経済創発プロジェクト「POTLUCK YAESU」
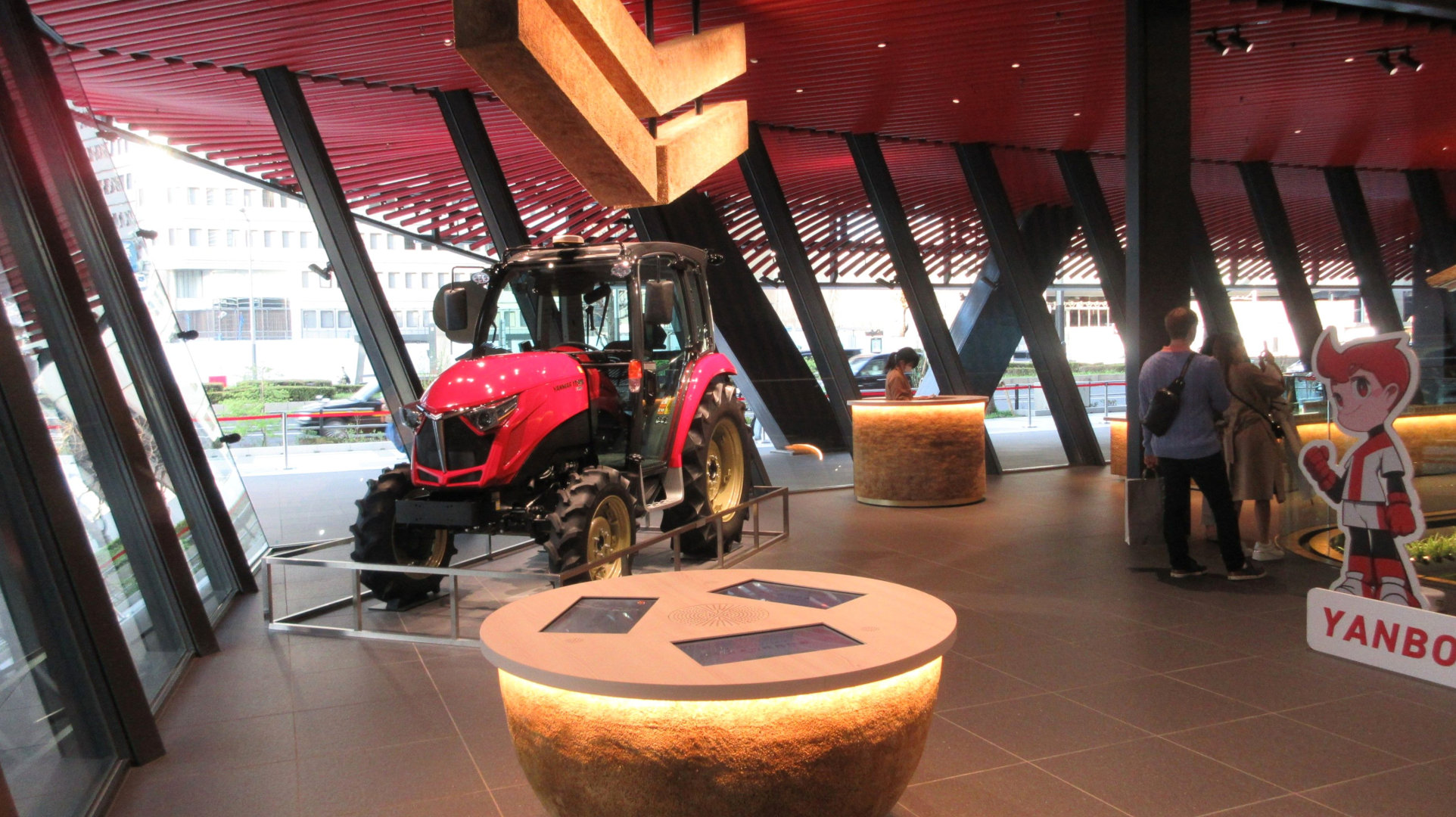
YANMAR TOKYO（ヤンマー東京）とは通路で接続している
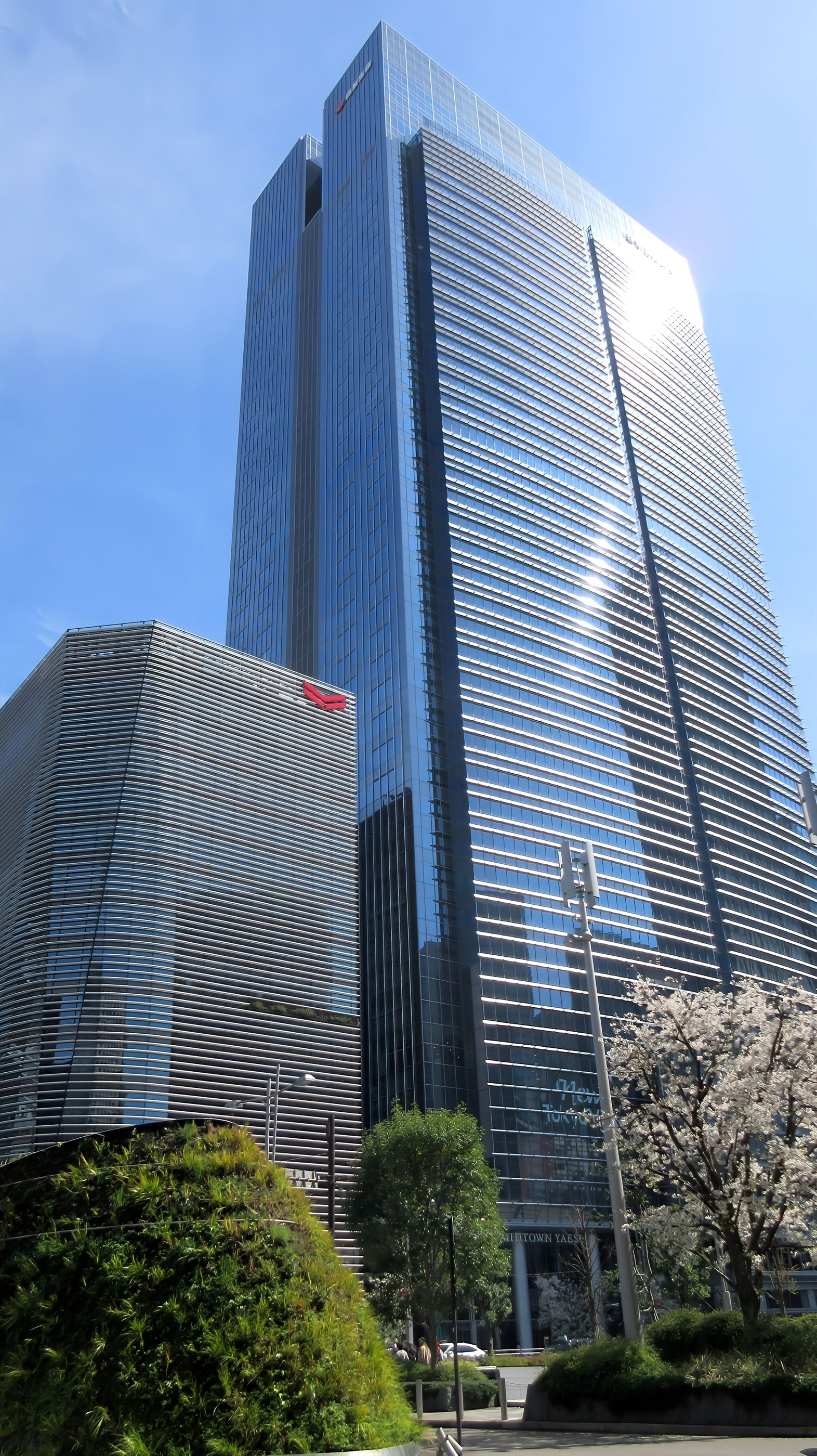
春のミッドタウン八重洲